# Wasserkraftwerk Illerstraße

Maschinenraum (WKW Illerstraße) im Jahr 1901

Das Wasserkraftwerk Illerstraße ist ein Laufwasserkraftwerk des Allgäuer Überlandwerks in Kempten (Allgäu). Es wird mit der Wasserkraft der Iller angetrieben, in der das Werk auch steht.
Das älteste Kraftwerk des Stromanbieters wurde nach neunmonatiger Bauzeit 1901 in Betrieb genommen. 1926 erfolgte ein größerer Um- und Ausbau auf den im Wesentlichen heute noch aktuellen Stand.
Das Kraftwerk hat vier Turbinen, die zusammen 1.050 kW leisten, und befindet sich zwischen den Verwaltungsgebäuden des Allgäuer Überlandwerks. In der ersten Ausbaustufe von 1901 verfügte das Kraftwerk über zwei Francis-Turbinen mit einer Leistung von zusammen 300 kW. Neun Jahre später wurde eine dritte Turbine an die Iller angeschlossen und eine größere Dampfturbine eingebaut. Das erweiterte Kraftwerk hatte nun eine Leistung von 950 kW. 1926 wurde eine Kaplan-Turbine installiert, diese leistete 850 kW. 1959 wurde eine Fischtreppe errichtet.
Seit 1978 erzeugt das Kraftwerk nur noch Elektrizität aus Wasserkraft. Verwendet wird die Wasserwehranlage der alten Mühle.
In der alten Turbinenhalle finden regelmäßig Führungen sowie Musikveranstaltungen im Rahmen des Kemptener Jazz Frühlings statt.